# ベツレヘムの星

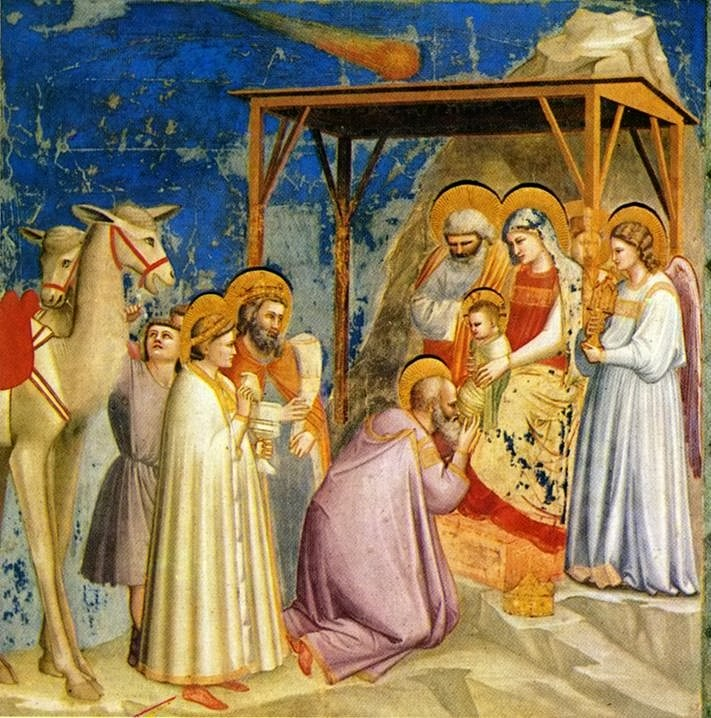
フィレンツェの画家ジョット・ディ・ボンドーネ（1267年 – 1337年）の「東方三博士の礼拝」。ベツレヘムの星は幼子の上空の彗星としてあらわされている。ジョットは1301年に出現した彗星（ハレー彗星）を見てこれを描いた。

ベツレヘムの星（ベツレヘムのほし）またはクリスマスの星（クリスマスのほし）
は、東方の三博士（別名「東方の三賢者」「東方の三賢王」）にイエス・キリストの誕生を知らせ、ベツレヘムに導いた、キリスト教徒にとって宗教的な星である。マタイによる福音書によれば、博士たちは星の出現に霊感を受けて「東方」からエルサレムまで旅をした。 
ベツレヘムの星は八芒星（オクタグラム）で表現される。

## 物語

### あらすじ
キリストがベツレヘムで誕生した直後、東の国で誰も見たことがない星が西の空に見えた。東方の三博士（カスパール、メルヒオール（メルキオールとも）、バルタザール）は、ユダヤ人の王が生まれた事を知り、その星に向かって旅を始めた。途中でユダヤのヘロデ王に会った3博士は、「ユダヤ人たちの王はどこで生まれたのでしょうか」と尋ねた。ヘロデは、自分にとって代わる王がいるのかと驚き、不安を覚え、3博士にその居所がわかれば教えるように命じる。博士たちは星に導かれてさらにベツレヘムへの道を進み、星が止まった真下に、母マリアに抱かれたイエスを見出して、彼に敬意を払って礼拝し、高価な珍しい贈り物を捧げた。しかし、夢でのお告げにより、ヘロデ王には知らせないまま帰国してしまったのである。後にヘロデは、自分の王座をおびやかす者を排除しようと、ベツレヘムとその周辺の2歳以下の男児を皆殺しにした（幼児虐殺）が、主の天使が夢でヨセフに現れ、この災厄を事前に知ったので、幼な子イエスとその母をつれてエジプトへ脱出して助かった。

### 新約聖書の記述
一例をあげると、マタイによる福音書（マタイ伝）では、3博士がエルサレムのヘロデ王の庭に到着し、ユダヤ人たちの王が生まれた印の星について述べた場面は次のようである。

Now when Jesus was born in Bethlehem of Judea in the days of Herod the king, behold, wise men from the East came to Jerusalem, saying, Where is He who has been born King of the Jews? For we have seen His star in the East [or at its rising] and are come to worship Him. When Herod the king heard this, he was troubled, and all Jerusalem with him. And when he had gathered all the chief priests and scribes of the people together, he inquired of them where the Christ was to be born.

ヘロデ王の代、イエスがユダヤのベツレヘムで生まれた時、見よ、東から来た3人の博士がエルサレムに到着して言った、「ユダヤの王として生まれたお方はどこにおいでですか。我々は東方でその星を見たので、そのお方を礼拝しに来ました」。ヘロデ王はこれを聞いて不安になり、エルサレムの人々も同じであった。そこで彼は祭司長らと律法学者らをすべて集め、キリストはどこで生まれるのかと問うた。「欽定訳聖書」
新約聖書に基づく解釈では、3博士の到着は、イエスが誕生してから少なくとも数ヶ月のちだったとされている。博士が到着した時には、イエスは既に子 (paidon) として家におり、ルカによる福音書で羊飼いが到着した時のように、生まれて間もない幼な子 (brephos) として馬小屋にいたのではないという。また、ヘロデの幼児虐殺に際しても、ユダヤの定める律法の40日間ルールに従って移動が禁止され、イエスは母と共に40日間が過ぎるまでベツレヘムに留まっていたとされている。3博士の訪問の日は、伝統的に西方教会では1月6日（公現祭）、東方教会では12月25日（降誕祭）となっている。

## 解釈と説明

### 予言の成就
多くのキリスト教徒はこの星を、キリスト（メシア）の誕生を示した奇跡として見ている。神学者たちは、これを「星の予言」として知られていた予言の成就であると主張している。古代では、天文現象と地上での出来事や人間の運命が関連していると信じられていた。占星術はその代表的なものであるが、天文的な異変、例えば日食・月食、彗星や新星の出現、月と惑星や惑星どうしの接近や食（掩蔽）なども同様で、戦争や政変と結び付けられたばかりではなく、ギリシャやローマの英雄やヘブルの総主教を含む偉人の誕生と日常的に関連付けられていた。キリストの生誕を星が知らせたとされたのも偶然ではない。
ベツレヘムの星は、伝統的に下記の民数記の星の予言と関連付けられている。

I see Him, but not now;
I behold Him, but not near;
A Star shall come out of Jacob;
A Scepter shall rise out of Israel,
And batter the brow of Moab,
And destroy all the sons of tumult.

（私はその方を見るが、それは今ではない;／私はその方を仰ぎ見るが、近くからではない;／その星はヤコブから出て;／笏を持つ者はイスラエルから登り、／モアブの額を打ち、／騒ぐ子孫たちを全て討ち滅ぼすであろう） 宗派に偏らない翻訳
なお、エホバの証人機関誌「ものみの塔」では、幼子イエスを殺害させるべくその誕生をサタンが星をもってヘロデらに知らせたと解釈し、「悪魔の星」であるとする。

### 天文学的な同定
イエスの降誕を知らせた星の正体が何であったのかについては様々な説があり、特定はされていない。現代においては、天文学者らはこの星について様々な見解を持っている。超新星、惑星、彗星、惑星どうしの接近や会合などありとあらゆる事例が提唱されているが、この話の歴史的な正確さに疑問を持ち、この星はマタイによる福音書の筆者によって作られたフィクションではないかと考える学者も少なくない。

紀元前7年11月12日午後6時から9時半にかけての、エルサレムの南の夜空。

「いつ」の話なのかを絞り込むために重要なヘロデ（ヘロデ大王）の享年に関しては比較的はっきりしており、『ユダヤ古代誌』のXVII巻8章1節・9章3節に、（ヘロデ大王は）
「ローマ帝国による任命から37年間統治・内戦を征してから34年後で過ぎ越しの祭りの少し前に死亡した。」という趣旨の記述があり、任命が紀元前40年の冬であることが同書の任命時の説明より分かるので単純に計算すると「37年後」は紀元前3年の3 - 4月死亡になるが、以下の根拠より端数切り上げの誤差で紀元前4年の過ぎ越しの祭り（4月11日）の少し前が妥当とされる。
1. 「ヘロデ死亡の少し前、暴動を起こしたユダとマタティアという人を処刑した夜に月食が起きた。」と『ユダヤ古代誌』XVII巻6章4節にある事。紀元前3年と2年の月食はエルサレムでは目撃不能だが、紀元前4年なら晴れていれば3月12-13日に目撃できる[注 2]。
2. 息子のアルケラオスとアンティパスの統治は父の死後からだが、紀元前3年にヘロデ死亡だと解任までの年数（10年と最低43年で紀元後6年と39年解任）が統治年に足りない[注 3]

（なお、ヨセフス自身は天体現象で前述のヘロデ死亡前の月食やユダヤ戦争前の彗星らしい「剣のような星」について書き残しているが、ベツレヘムの星らしい天体現象については触れていない。）
1614年、ドイツの天文学者ヨハネス・ケプラーは、紀元前7年に起きた、木星と土星の3連会合、すなわち両惑星が合体して見えるほどの接近を3回繰り返したのがベツレヘムの星の正体であると結論付けている。当時、木星と土星は接近しつつ留と逆行を繰り返し、3回も大接近した。しかし現在では、両星の間隔は1度（月や太陽の視直径の2倍程度）ほど離れていたので、珍しい現象ではあるが合体してより明るく見えたというわけではないことがわかっている。

キリスト生誕の頃に起きた天文学的な現象を網羅した、バビロンにおける古代暦が発見されたが、そこでは惑星の会合を特別視するような記述はなく、キリストの誕生と結び付けられるような神秘性が付与される現象とは考えられない。
また、紀元前2年に惑星の会合が頻繁に起きている事実を重視し、6月の日没後にバビロンの西の空（しし座）に金星と木星の大接近を見た東方の博士が星の方向、すなわち西方に向かって旅立ち、8月の日の出前（しし座）にベツレヘムで水星・金星・火星・木星の集合を見たとする説もある。
彗星であったという説もある。紀元前12年にハレー彗星が現れた事が中国の記録に残されているが、キリスト生誕の年としては早すぎる。
また紀元前5年にも何らかの天体が中国や朝鮮半島の観測者によって目撃されている。
その天体は70日間観測されているが、彗星であったか超新星であったかは不明であり、これがベツレヘムの星であったと断定する根拠もない。
ベツレヘムの星の他の候補としては天王星が挙げられ、紀元前9年に土星と、紀元前6年に金星と会合しているが、実際には天王星は肉眼ではほとんど見えないので可能性はないと考えられる
。
2005年には、ベツレヘムの星は、アンドロメダ銀河の近くで爆発した超新星や極超新星とする仮説が示された。しかし銀河系外で発生した超新星残骸を分析して正確な爆発時期を割り出す事は困難である。

### アシモフの解釈
アイザック・アシモフは、『東方の星』でベツレヘムの星に関する9種類の解釈を提示している。
1. 天与の霊感なしには理解できない神秘的な何か
2. マタイ伝の筆者による創作
3. 三博士たちにしか見えない何か
4. 春分点がおひつじ座からうお座に移ったこと（初期のキリスト教において、魚は救世主を指す暗号であった）
5. ハレー彗星
6. 超新星
7. 金星
8. 明るい流星
9. 紀元前3年および紀元前2年に、しし座のレグルスの近くで起こった木星と金星の会合（ライオンはユダ族のシンボルであった）

である。ただし最初の3つは天文学とは無関係であるし、残り6つの解釈に対してもアシモフは懐疑的である。

## クリスマスツリーの星
クリスマスツリーの先端には大きな星が飾られる事が多いが、これはベツレヘムの星を模したものである。デコレーションキットの部品は五芒星（ペンタグラム）であることがほとんどで、伝承通りの八芒星が入っている事はまずない（自作する必要がある）。

## ベツレヘムの星と呼ばれる花
- ハナニラ
- オオアマナ
- ホシアザミ